# Pandemonium (stad)
Pandemonium is de naam van de hoofdstad of citadel van de Hel in Paradise Lost van John Milton.
De naam is afgeleid van het Griekse παν (allemaal/geheel) en δαιμόνιον (demon) en betekent 'alle demonen'.
De citadel was ontworpen door de demonische architect Mulciber. Deze was ook een van de architecten geweest van de hemelse gebouwen voor hij door zijn deelname aan de opstand der engelen, werd neergestort in de diepten: "Snel is de grote drom bewonderend binnengetreden: deze prijst het gebouw, gene de architect wiens hand bekend was van de hemeltorens". De bouw zelf geschiedde in zeer korte tijd. Een grote groep demonen doorploegde de aarde en maakte met goud en mineralen de grote citadel.
In Pandemonium, "'t Hoge capitool van Satan en zijn edelen", wordt na de val van Satan en zijn volgelingen het overleg gevoerd hoe verder te gaan met de strijd tegen de hemel. En hoe zij door de mens te verleiden de plannen van God kunnen dwarsbomen. Ook al was het gebouw gigantisch dan nog was het niet groot genoeg om alle gevallen engelen voor het overleg te bevatten. Maar omdat de engelen geesten waren konden zij zich ontdoen van hun enorme gedaanten en zich zo verkleinen zodat iedereen in Pandemonium paste.